# Rounder Records
La Rounder Records è un'etichetta discografica indipendente fondata originariamente a Cambridge (ma ora con sede a Burlington) nel 1970 da Ken Irwin, Bill Nowlin e Marian Leighton-Levy, mentre tutti e tre frequentavano ancora l'università. Rounder è una delle più grandi etichette indipendenti degli Stati Uniti, con numerose etichette sussidiarie specializzate. Fungente un tempo da distributore maggiore e centro di vendite locale per altre etichette indipendenti specializzanti in musica folk, rappresentando in un momento oltre 450 altre etichette. Negli anni novanta ad ogni modo la compagnia ha dato un taglio agli impegni di distribuzione al fine di concentrarsi maggiormente sulle proprie produzioni.

## Artisti
- Tony Bird
- Norman Blake (musicista statunitense)
- Bodeans
- James Booker
- Bob Brozman
- Buckwheat Zydeco
- Clarence "Gatemouth" Brown
- Bruce Cockburn
- Cowboy Junkies
- Minnie Driver
- Béla Fleck
- J. Geils
- Girl Authority
- The grascals
- Nanci Griffith
- Juliana Hatfield
- George Thorogood and the Destroyers
- King Wilkie
- Alison Krauss
- David Laibman
- John Linnell
- Lisa Loeb
- Magic Dick
- NRBQ
- Ellis Paul
- Tom Paxton
- Madeleine Peyroux
- Grant-Lee Phillips
- Preacher Jack
- Raffi
- Tony Rice
- Jonathan Richman
- Riders in the Sky
- They Might Be Giants
- The Tragically Hip
- Uncle Earl
- Guy Van Duser
- Vienna Teng
- Loudon Wainwright III
- Martha Wainwright
- Doc Watson
- Ween
- Cheryl Wheeler
- The Wild Magnolias
- Rush